# No tengo dinero (Los Umbrellos)
No tengo dinero è un brano musicale dei Los Umbrellos, singolo di debutto del gruppo danese, in seguito inserito nel loro primo album Flamingo Funk. La canzone è cantata in spanglish.

## Descrizione
Il brano è stato scritto da Richie Balmorian, Jay Balmorian e Al Agami (cantante principale del gruppo). La canzone per il proprio ritornello sfrutta il tema principale del brano I ragazzi del Pireo, colonna sonora del film Mai di domenica di Jules Dassin, composta da Manos Hadjidakis.
Il brano ebbe un notevole successo nell'estate 1998, soprattutto in Europa, Nuova Zelanda e Stati Uniti, dove divenne un vero e proprio tormentone estivo.
Nelle radio italiane ha debuttato il 14 marzo 1998 su RTL 102.5.
Il video del brano è stato girato da Jason & Brendan.

## Tracce
CD Single
1. No tengo dinero (Flex Mucho Mix) - 3:36
2. No tengo dinero (Extended Mucho Mix) - 4:13
3. Theme From Los Umbrellos - 3:20

CD Maxi
1. No tengo dinero (Flex Mucho Mix) - 3:36
2. Theme From Los Umbrellos - 3:20
3. No tengo dinero (Extended Mucho Mix) - 4:13

12" Vinile
A1 No tengo dinero (Club Mix) (6:57)
A2 No tengo dinero (Radio Edit) (3:17)
B1 No tengo dinero (Extended Mucho Mix) (4:13)
B2 No tengo dinero (Flex Mucho Mix) (3:36)
B3 No tengo dinero (Joachim G. Dub Mix) (7:05)

## Classifica italiana
| Posizione | 15 | 19 | 5 | 5 | 4 | 6 | 7 | 7 | 4 | 6 | 4 | 5 | 4 | 6 | 6 | 7 | 6 | 16 | 19 | 20 |

## Classifiche
| Classifica 1998   | Posizione massima |
| ----------------- | ----------------- |
| Svizzera          | 3                 |
| Austria           | 1                 |
| Paesi Bassi       | 22                |
| Nuova Zelanda     | 1                 |
| Italia            | 4                 |
| UK                | 33                |
| Billboard Hot 100 | 42                |